# Наталья, боярская дочь
«Наталья, боярская дочь» — историческая повесть русского писателя Николая Карамзина, впервые опубликованная в 1792 году в восьмой части «Московского журнала».

## Сюжет
Действие повести происходит в России допетровской эпохи. Главная героиня — дочь боярина Матвея Андреева Наталья, которая живёт по Домострою, но однажды влюбляется в купеческого сына Алексея, встреченного ею в церкви. Она сбегает из дома и выходит замуж за своего возлюбленного. Алексей оказывается сыном боярина Любославского, умершего в опале из-за клеветы. Благодаря ему русская армия одерживает победу в большом сражении с литовцами. Наталья получает отцовское благословение на брак, Алексея восстанавливают в правах. После этого влюблённые живут долго и счастливо до самой смерти в глубокой старости.

## Значение
Написание повести связано с рано проявившимся интересом Карамзина к русской истории. «Наталью, боярскую дочь» противопоставляют другой повести Карамзина, вышедшей в том же году, — «Бедная Лиза»: здесь история неравной любви имеет счастливый финал.
Существует мнение, что основой сюжета для Карамзина стала история второго брака царя Алексея Михайловича с Натальей Нарышкиной.
Характерной особенностью повести являются постоянные сравнения старины с современностью.